# مايكل أوليري
مايكل أوليري (بالإنجليزية: Michael O'Leary (politician))‏ (و. 1936 – 2006 م) هو سياسي من جمهورية أيرلندا ولد في كورك.